# Olympische Geschichte Amerikanisch-Samoas
| Gelbes Symbol für Goldmedaillen mit stilisierten Olympischen Ringen | Graues Symbol für Silbermedaillen mit stilisierten Olympischen Ringen | Braundes Symbol für Bronzemedaillen mit stilisierten Olympischen Ringen |
| ------------------------------------------------------------------- | --------------------------------------------------------------------- | ----------------------------------------------------------------------- |
| —                                                                   | —                                                                     | —                                                                       |

Amerikanisch-Samoa, dessen NOK, das American Samoa National Olympic Committee, 1987 gegründet wurde, nimmt seit 1988 an allen Olympischen Sommerspielen teil. 1994 und 2022 wurde die bislang einzigen Male Delegationen zu Winterspielen entsandt. An allen drei bislang ausgetragenen Jugend-Sommerspielen aber keinen Winterspielen nahmen jugendliche Athleten teil.
Medaillen konnten Sportler und Sportlerinnen aus Amerikanisch-Samoa nicht gewinnen. Bis einschließlich der Sommerspiele 2020 wurden 28 Sportler und sechs Sportlerinnen für Olympische Spiele, elf Jungen und zehn Mädchen, darunter acht im Beachhandball und der damit bislang einzigen Mannschaft, für Olympische Jugendspiele nominiert. Bislang konnten noch keine Starter den Sprung von den Jugendspielen zu den Olympischen Spielen schaffen.

## Allgemeine Übersicht

### Sommerspiele
Die erste Olympiamannschaft des US-amerikanischen Außengebietes bestand 1988 in Seoul aus sechs Teilnehmern, die in der Leichtathletik, im Boxen, Gewichtheben und Ringen antraten. 1996 nahmen erstmals Segler teil, 2000 Bogenschützen, 2008 Judoka und Schwimmer.
Der erste Olympionike war am 20. September 1988 der Boxer Maselino Masoe, der Weltergewicht antrat. Die Kugelstoßerin Lisa Misipeka war am 31. Juli 1996 die erste Frau der pazifischen Inselgruppe. Medaillenerfolge blieben bei allen Teilnahmen aus.

### Winterspiele
1994 in Lillehammer nahmen mit den Bobfahrern Brad Kiltz und Faauuga Muagututia zum ersten und bislang einzigen Mal Wintersportler aus Amerikanisch-Samoa bei Winterspielen teil. Es dauerte 26 Jahre, bis mit Nathan Crumpton, der zuvor schon bei den Tokyoter Sommerspielen im Sprint angetreten war, erneut ein Wintersportler bei Olympischen Spielen startete.

### Jugendspiele
Mit vier Jugendlichen nahm Amerikanisch-Samoa an den Jugend-Sommerspielen 2010 in Singapur teil. Drei Jungen und ein Mädchen traten in den Sportarten Segeln, Schwimmen, Gewichtheben und Ringen an.
2014 in Nanjing nahmen fünf jugendliche Athleten, alles Jungen, teil. Sie traten in der Leichtathletik und im Ringen an. 2018 in Buenos Aires nahmen drei Jungen und neun Mädchen teil, wobei mit der Beachhandball-Mannschaft der Mädchen erstmals eine Mannschaft bei Olympischen Spielen für Amerikanisch-Samoa antrat.

## Übersicht der Teilnahmen

### Sommerspiele
| Jahr      | Athleten           | Athleten           | Athleten           | Sportarten         | Sportarten         | Sportarten         | Sportarten         | Sportarten         | Sportarten         | Sportarten         | Sportarten         | Medaillen          | Medaillen          | Medaillen          | Medaillen          | Rang               |
| Jahr      | Gesamt             |                    |                    |                    |                    |                    |                    |                    |                    |                    |                    |                    |                    |                    | Medaillen – Gesamt | Rang               |
| --------- | ------------------ | ------------------ | ------------------ | ------------------ | ------------------ | ------------------ | ------------------ | ------------------ | ------------------ | ------------------ | ------------------ | ------------------ | ------------------ | ------------------ | ------------------ | ------------------ |
| 1896–1984 | nicht teilgenommen | nicht teilgenommen | nicht teilgenommen | nicht teilgenommen | nicht teilgenommen | nicht teilgenommen | nicht teilgenommen | nicht teilgenommen | nicht teilgenommen | nicht teilgenommen | nicht teilgenommen | nicht teilgenommen | nicht teilgenommen | nicht teilgenommen | nicht teilgenommen | nicht teilgenommen |
| 1988      | 6                  | 6                  | 0                  |                    | 2                  | 2                  |                    | 1                  | 1                  |                    |                    |                    |                    |                    |                    |                    |
| 1992      | 3                  | 3                  | 0                  |                    | 2                  | 1                  |                    |                    |                    |                    |                    |                    |                    |                    |                    |                    |
| 1996      | 7                  | 6                  | 1                  |                    | 1                  | 1                  |                    | 2                  | 1                  |                    | 2                  |                    |                    |                    |                    |                    |
| 2000      | 4                  | 3                  | 1                  | 1                  |                    | 1                  |                    | 2                  |                    |                    |                    |                    |                    |                    |                    |                    |
| 2004      | 3                  | 2                  | 1                  |                    |                    | 1                  |                    | 2                  |                    |                    |                    |                    |                    |                    |                    |                    |
| 2008      | 4                  | 2                  | 2                  |                    |                    |                    | 1                  | 1                  |                    | 2                  |                    |                    |                    |                    |                    |                    |
| 2012      | 4                  | 3                  | 1                  |                    |                    |                    | 1                  | 1                  |                    | 2                  |                    |                    |                    |                    |                    |                    |
| 2016      | 4                  | 3                  | 1                  |                    |                    | 1                  | 1                  | 2                  |                    |                    |                    |                    |                    |                    |                    |                    |
| 2020      | 6                  | 5                  | 1                  |                    |                    | 1                  |                    | 1                  |                    | 2                  | 2                  |                    |                    |                    |                    |                    |
| 2024      | 2                  | 1                  | 1                  |                    |                    |                    |                    | 1                  |                    | 1                  |                    |                    |                    |                    |                    |                    |
| Gesamt    | Gesamt             | Gesamt             | Gesamt             | Gesamt             | Gesamt             | Gesamt             | Gesamt             | Gesamt             | Gesamt             | Gesamt             | Gesamt             | 0                  | 0                  | 0                  | 0                  |                    |

### Winterspiele
| Jahr      | Athleten           | Athleten           | Athleten           | Sportarten         | Sportarten         | Medaillen          | Medaillen          | Medaillen          | Medaillen          | Rang               |
| Jahr      | Gesamt             |                    |                    |                    |                    |                    |                    |                    | Medaillen – Gesamt | Rang               |
| --------- | ------------------ | ------------------ | ------------------ | ------------------ | ------------------ | ------------------ | ------------------ | ------------------ | ------------------ | ------------------ |
| 1924–1992 | nicht teilgenommen | nicht teilgenommen | nicht teilgenommen | nicht teilgenommen | nicht teilgenommen | nicht teilgenommen | nicht teilgenommen | nicht teilgenommen | nicht teilgenommen | nicht teilgenommen |
| 1994      | 2                  | 2                  | 0                  | 2                  |                    |                    |                    |                    |                    |                    |
| 1998–2018 | nicht teilgenommen | nicht teilgenommen | nicht teilgenommen | nicht teilgenommen | nicht teilgenommen | nicht teilgenommen | nicht teilgenommen | nicht teilgenommen | nicht teilgenommen | nicht teilgenommen |
| 2022      | 1                  | 1                  | 0                  |                    | 1                  |                    |                    |                    |                    |                    |
| Gesamt    | Gesamt             | Gesamt             | Gesamt             | Gesamt             | Gesamt             | 0                  | 0                  | 0                  | 0                  |                    |

### Jugend-Sommerspiele

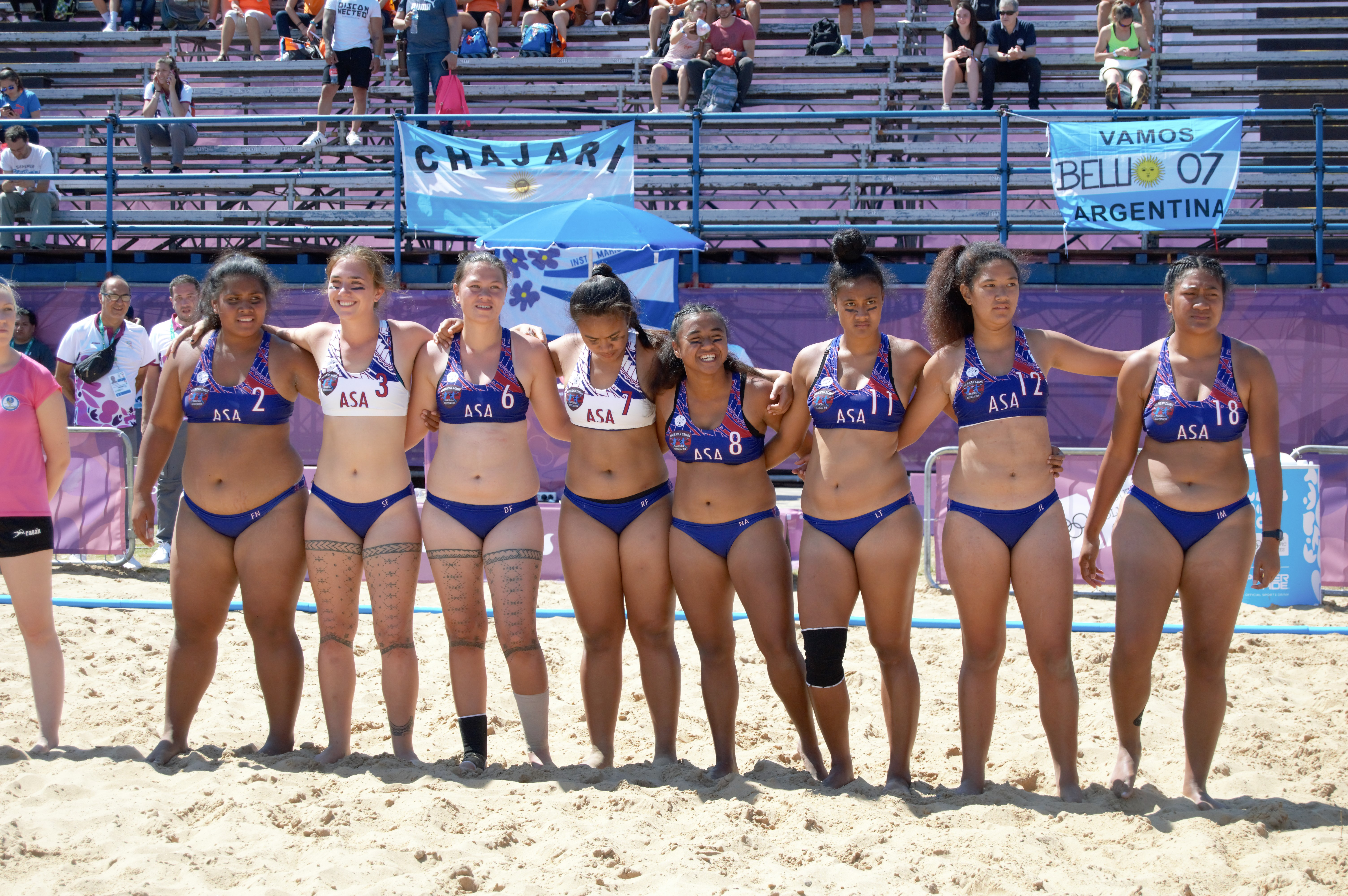
Die Beachhandball-Mannschaft Amerikanisch-Samoas vor ihrem ersten Spiel gegen Ungarn bei den Jugendspielen 2018 in Buenos Aires

| Jahr      | Athleten           | Athleten           | Athleten           | Sportarten         | Sportarten         | Sportarten         | Sportarten         | Sportarten         | Sportarten         | Sportarten         | Medaillen          | Medaillen          | Medaillen          | Medaillen          | Rang               |
| Jahr      | Gesamt             |                    |                    |                    |                    |                    |                    |                    |                    |                    |                    |                    |                    | Medaillen – Gesamt | Rang               |
| --------- | ------------------ | ------------------ | ------------------ | ------------------ | ------------------ | ------------------ | ------------------ | ------------------ | ------------------ | ------------------ | ------------------ | ------------------ | ------------------ | ------------------ | ------------------ |
| 1896–1984 | nicht teilgenommen | nicht teilgenommen | nicht teilgenommen | nicht teilgenommen | nicht teilgenommen | nicht teilgenommen | nicht teilgenommen | nicht teilgenommen | nicht teilgenommen | nicht teilgenommen | nicht teilgenommen | nicht teilgenommen | nicht teilgenommen | nicht teilgenommen | nicht teilgenommen |
| 2010      | 4                  | 3                  | 1                  |                    |                    | 1                  |                    | 1                  | 1                  | 1                  |                    |                    |                    |                    |                    |
| 2014      | 5                  | 5                  | 0                  |                    |                    |                    | 1                  | 3                  |                    |                    |                    |                    |                    |                    |                    |
| 2018      | 12                 | 3                  | 9                  | 8                  | 1                  |                    | 1                  | 2                  |                    |                    |                    |                    |                    |                    |                    |
| Gesamt    | Gesamt             | Gesamt             | Gesamt             | Gesamt             | Gesamt             | Gesamt             | Gesamt             | Gesamt             | Gesamt             | Gesamt             | 0                  | 0                  | 0                  | 0                  |                    |

### Jugend-Winterspiele
| Jahr      | Athleten           | Athleten           | Athleten           | Sportarten         | Medaillen          | Medaillen          | Medaillen          | Medaillen          | Medaillen          |
| Jahr      | Gesamt             |                    |                    | Sportarten         |                    |                    |                    | Medaillen – Gesamt | Rang               |
| --------- | ------------------ | ------------------ | ------------------ | ------------------ | ------------------ | ------------------ | ------------------ | ------------------ | ------------------ |
| 2012–2022 | nicht teilgenommen | nicht teilgenommen | nicht teilgenommen | nicht teilgenommen | nicht teilgenommen | nicht teilgenommen | nicht teilgenommen | nicht teilgenommen | nicht teilgenommen |
| Gesamt    | Gesamt             | Gesamt             | Gesamt             | Gesamt             | 0                  | 0                  | 0                  | 0                  | -                  |

## Medaillengewinner

### Goldmedaillen
Bislang (Stand 2024) keine Goldmedaille

### Silbermedaillen
Bislang (Stand 2024) keine Silbermedaille

### Bronzemedaillen
Bislang (Stand 2024) keine Bronzemedaille